# Antonio Pacifico Neno
Antonio Pacifico Neno (Grotte di Castro, 16 giugno 1833 – Roma, 21 febbraio 1889) è stato un religioso italiano dell'Ordine degli Eremitani di Sant’Agostino (O.E.S.A.), noto per il suo ruolo nel rinnovamento dell'Ordine nel XIX secolo.

## Biografia
Nacque a Grotte di Castro, in provincia di Viterbo, il 16 giugno 1833. Entrò nell'Ordine agostiniano nel 1850 presso il convento di Genazzano. Dopo il noviziato, si stabilì a Roma, dove completò gli studi filosofici e teologici, preceduti da una solida formazione umanistica e letteraria, e fu ordinato sacerdote. Fu successivamente inviato a Recanati, dove ottenne il grado di lettore.
Nel 1865 fu inviato negli Stati Uniti, presso il convento di San Tommaso da Villanova vicino a Filadelfia. Lì conseguì il dottorato in teologia nel 1869 e ricoprì il ruolo di prefetto degli studi fino al 1878. In quello stesso anno fu nominato provinciale per l’America Settentrionale e nel 1880 partecipò al Terzo Concilio Plenario di Baltimora.
Nel 1881, Papa Leone XIII lo nominò Commissario Generale dell'Ordine, e nel 1887 fu eletto Priore Generale, carica che mantenne fino alla sua morte. Durante il suo mandato, guidò l'Ordine con prudenza, carità e mansuetudine, in un periodo segnato da difficoltà politiche e sociali, come le soppressioni religiose in Italia post-unitaria.
Sotto la sua guida, l'Ordine agostiniano conobbe una significativa ripresa, con la riapertura del noviziato in Italia e una campagna vocazionale che portò alla riorganizzazione delle missioni e delle province. Nel 1882 trasferì la Curia e lo Studium nel nuovo Collegio di Santa Monica, situato presso il colonnato del Bernini, sul terreno dell'ex Villa Cesi. Nel 1888, il convento di Sant’Agostino a Carpineto, borgo natale di Leone XIII, fu adibito a Casa di Noviziato.
Morì a Roma il 21 febbraio 1889. 

## Opere principali
Durante il suo generalato, curò la pubblicazione di due importanti raccolte liturgiche:
- Sacrae caerimoniae ex variis auctoribus et caerimonialibus collectae iuxta ritum S. Rom. Ecclesiae et usui fratrum eremit. S. Augustini (Romae, Tipografia della Pace, 1881).
- Horae diurnae atque breviarium ad usum fratrum et monialium Ordinis eremit. S. Augustini (Mechliniae, H. Dessaein, 1886)[1].

## Eredità
Un suo parente, probabilmente nipote, Adeodato Neno (Grotte di Castro, 5 marzo 1868), fu anch’egli agostiniano. Parroco della chiesa di Sant’Agostino a Roma nel 1907, divenne poi Provinciale della Provincia Romana e infine Procuratore Generale dell’Ordine nel 1924. Tradusse e pubblicò Della vera religione di Sant’Agostino (Firenze, Libreria Editrice Fiorentina, 1932).